# 愛德溫·吉爾伯特
愛德溫·吉爾伯特（英語： Edwin Gilbert，1907年7月15日—1976年8月24日）是一位美國小說家和劇作家/編劇。他寫了一些大眾文學小說，包括1956年的《原生石》（Native Stone）。

## 人物介紹
愛德溫·吉爾伯特1907年7月15日出生於德國曼海姆，並在年幼時搬到美國的底特律。他在密西根大學學習建築學，但是在他獨幕劇贏得大獎後就轉為開始寫劇作。吉爾伯特搬到紐約市後，他開始寫劇本，並連同一些雜誌的工作。第二次世界大戰期間，他曾服役於美國陸軍航空兵，而他開始寫紀錄片。戰爭結束後，他出版了一些小說，其中包括最暢銷的1956年的《原生石》（Native Stone）和1957年的《銀湯匙》（Silver Spoon）。
在1968年，他簽署了『作家和編輯戰爭稅抗議』（Writers and Editors War Tax Protest）的承諾，在越南戰爭的抗議中誓言要拒絕納稅。
吉爾伯特和他妻子薇吉妮亞（Virginia）在1973年離婚前，他們已婚32年了。

## 選擇參考書目
- 1947年《松鼠籠》（The Squirrel Cage）
- 1953年《熱與冷》（The Hot and the Cool）
- 1956年《原生石》（Native Stone）
- 1957年《銀湯匙》（Silver Spoon）[4]
- 1961年《新奉使》（The New Ambassadors）[5]
- 1967年《美麗人生》（The Beautiful Life）[6]
- 1976年《蒙地卡羅的季節》（A Season in Monte Carlo）

## 外部連結
- 愛德溫·吉爾伯特在互联网电影资料库（IMDb）上的資料（英文）
- 互聯網百老匯資料庫（IBDB）上愛德溫·吉爾伯特的資料（英文）
- Edwin Gilbert Collection[永久], at Howard Gotlieb Archival Research Center, Boston University